# Roumanie aux Jeux olympiques d'hiver de 1976
La Roumanie participe aux Jeux olympiques d'hiver de 1976, organisés à Innsbruck en Autriche. Cette nation prend part aux Jeux olympiques d'hiver pour la dixième fois de son histoire. La délégation roumaine, formée de 32 hommes, ne remporte pas de médaille.